# Humiriastrum mapiriense
Humiriastrum mapiriense är en tvåhjärtbladig växtart som beskrevs av José Cuatrecasas. Humiriastrum mapiriense ingår i släktet Humiriastrum och familjen Humiriaceae. Inga underarter finns listade i Catalogue of Life.